# 懷特姆島

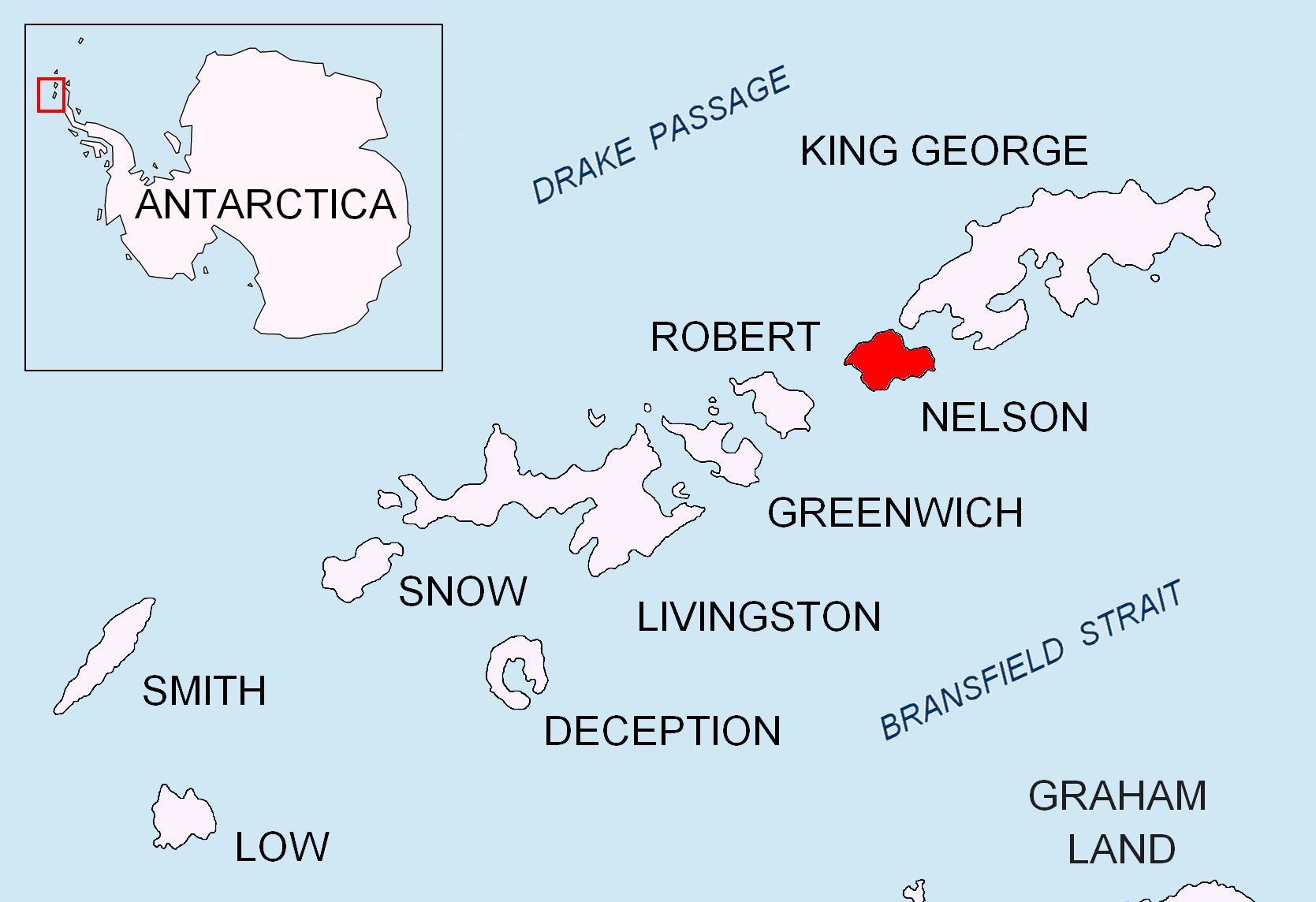

懷特姆島（英語：Withem Island），是南極洲的島嶼，位於南設得蘭群島的納爾遜島西北部，在1961年由英國南極名稱諮詢委員會命名，現時由南極條約體系管理。